# Schiffshebewerk Henrichenburg
Das Schiffshebewerk Henrichenburg war seinerzeit das spektakulärste Bauwerk des Dortmund-Ems-Kanals (DEK) und das erste ausgeführte Mehrschwimmer-Schiffshebewerk der Welt. Es war am Ende des 19. Jahrhunderts notwendig geworden, um den Dortmunder Hafen an das entstehende Westdeutsche Kanalnetz anzuschließen. Die feierliche Inbetriebnahme des Hebewerks fand mit der Eröffnung des Kanals am 11. August 1899 in Anwesenheit von Kaiser Wilhelm II. statt. Zusammen mit der alten Schachtschleuse von 1914 hat es zwei Weltkriege überdauert und wurde nach über 60 Jahren nahezu störungsfreiem Betrieb 1969 außer Betrieb genommen. Heute bildet es den Mittelpunkt und das LWL-Industriemuseum im Schleusenpark Waltrop, zu dem noch das nicht mehr betriebene neue Hebewerk von 1962 und die Großschifffahrtsschleuse von 1989 gehören.

## Lage

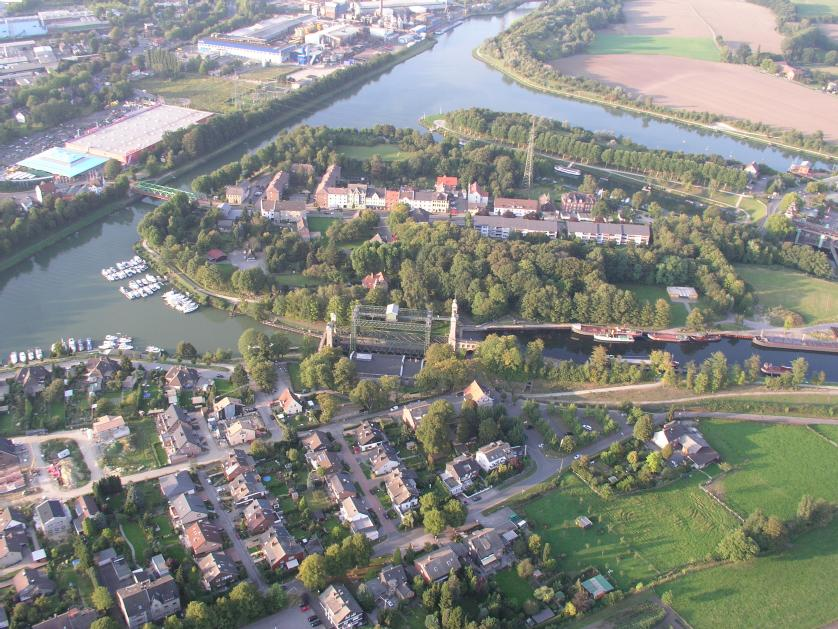
Schleusenpark aus der Luft

Ursprüngliche sollte der DEK etwas weiter südlich als heute verlaufen und dabei die Ortslage von Henrichenburg passieren. Unter Beibehaltung des Projektnamens wurde das Hebewerk aus bautechnischen Gründen westlich von Waltrop errichtet. Damals eigenständig, gehört Henrichenburg heute zu Castrop-Rauxel und reicht von Süden bis nah an das Parkgelände. Ein Schild an der Schiffszufahrt im Unterwasser der Schachtschleuse nennt die Ortslage „Henrichenburg/Waltrop“. Als Fallhöhe müssen an der Kanalstufe Henrichenburg heute 13,5 Meter überwunden werden, nachdem Ende der 1950er Jahre das Unterwasser um 50 cm angehoben worden war. Das Gelände außerhalb des LWL-Museums mit den drei weiteren Abstiegsbauwerken gehört der Bundeswasserstraßenverwaltung (WSV). Lokal zuständig ist seit dem 26. November 2020 das Wasserstraßen- und Schifffahrtsamt Westdeutsche Kanäle.
Der Vorhafen im Oberwasser ist der Beginn des Stichkanals, der über 15 Kilometer in Richtung Südosten nach Dortmund führt. Im Unterwasser treffen die Schiffe auf die Scheitelhaltung des DEK zwischen Herne im Süden und Münster im Norden. Damit wird die Verbindung zu den Häfen an der Nordsee hergestellt. Der nach Süden führende Ast wurde später von der WSV dem Rhein-Herne-Kanal zugeordnet, der durch das Ruhrgebiet zum Rhein in Duisburg leitet.

## Geschichte

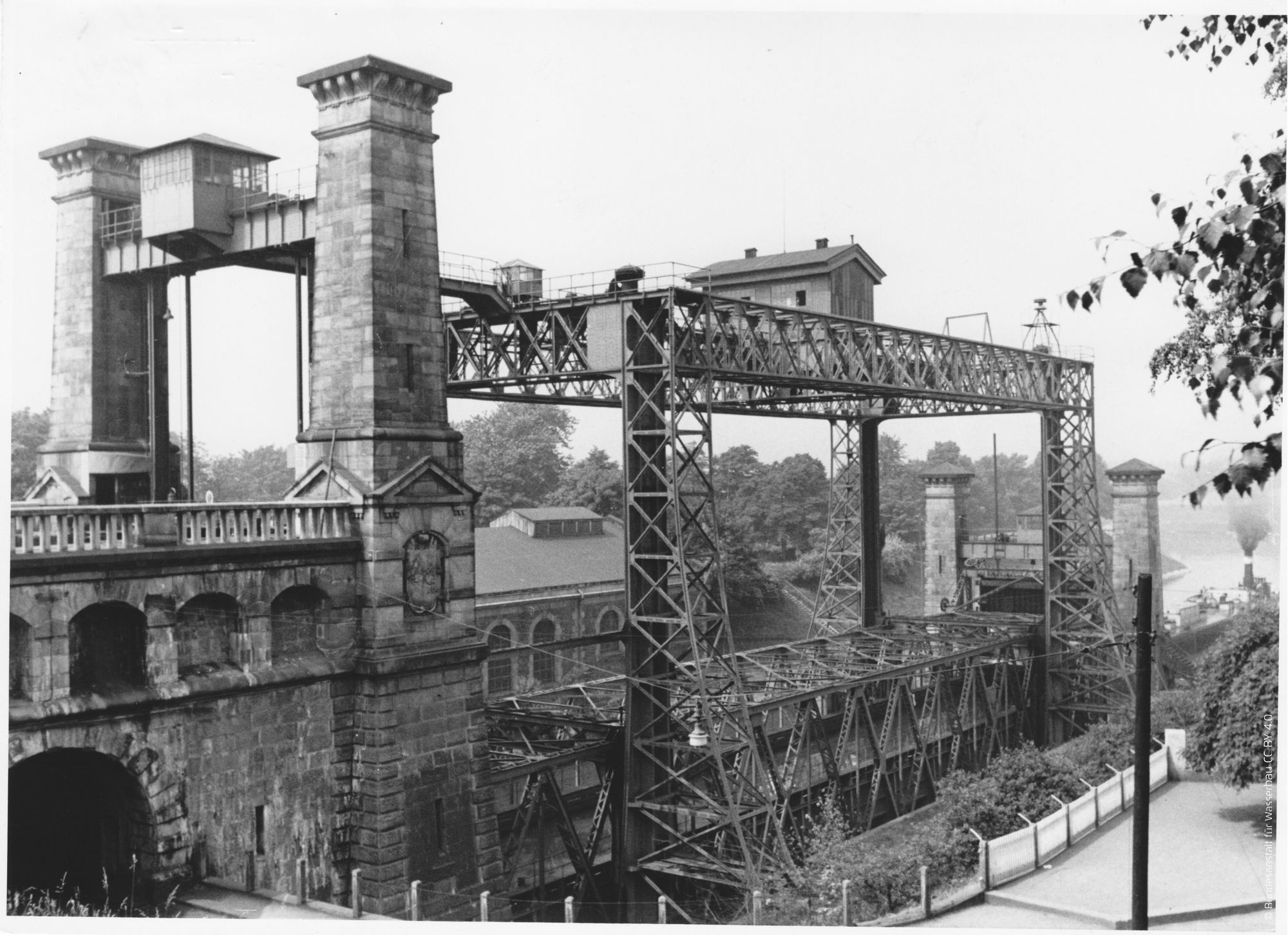
Schiffshebewerk im Bau

Mit der Entwicklung der Montanindustrie im Ruhrgebiet bekam die Eisenbahn immer mehr Schwierigkeiten den Transport von und zu den Seehäfen zu bewerkstelligen. Um den Aufschwung zu unterstützen, sollte in Preußen ein zusätzliches Transportsystem aufgebaut werden. Seit Mitte des 19. Jahrhunderts lagen dazu schon verschiedene Vorschläge zur Beratung im Reichstag vor, die einen Kanal vom Rhein über die Weser bis zur Elbe beinhalteten. Gegen die Widerstände der konservativen Vertreter der ostelbischen Landwirtschaft sowie der Schwerindustrie in Schlesien und im Saarland beschloss der Reichstag einen ersten Kanal von Dortmund nach Emden. Für den Ausbau des Kanals und seiner Bauwerke war als Bemessungsschiff der Dortmund-Ems-Kanal-Schleppkahn mit 67 m Länge, 8,2 m Breite und 2 m Tiefgang festgelegt worden. Die relativ kleinen Abmessungen waren ein Zugeständnis an die Kritiker, jedoch deutlich größer als die Bemessungsschiffe der bisher im Ausland gebauten Hebewerke.
Während der sieben Jahre währenden Bauzeit des DEK musste der Geländesprung zwischen Datteln und Waltrop überwunden werden. Für die 14 Meter Fallhöhe war zunächst eine traditionelle Schleusentreppe mit zwei oder drei Schleusen vorgesehen, die aber eine sehr lange Schleusenzeit bedeutete. Wegen der gewählten Schiffsgröße hatte man ein Druckwasserhebewerk, dass nur in Zwillingsausführung von Vorteil ist, ausgeschlossen. Aus wirtschaftlichen und betriebstechnischen Überlegungen entschloss man sich zum Bau eines Schiffshebewerks auf Schwimmern. In einem beschränkten „Ausschreibungs-Wettbewerb“ legten fünf größere Maschinenfabriken insgesamt zehn Konstruktions-Entwürfe mit konkreten Angeboten (d. h. detaillierten Kostenvoranschlägen) vor. Neben Senkrechthebewerken waren darunter auch Schiefe Ebenen. Im Frühjahr 1894 erteilte Preußen den Auftrag für das Hebewerk an das Unternehmen Haniel & Lueg; nach fünf Jahren Bauzeit konnte es eingeweiht werden. Die Baukosten wurden mit 2,5 Millionen Mark angegeben.

## Technik

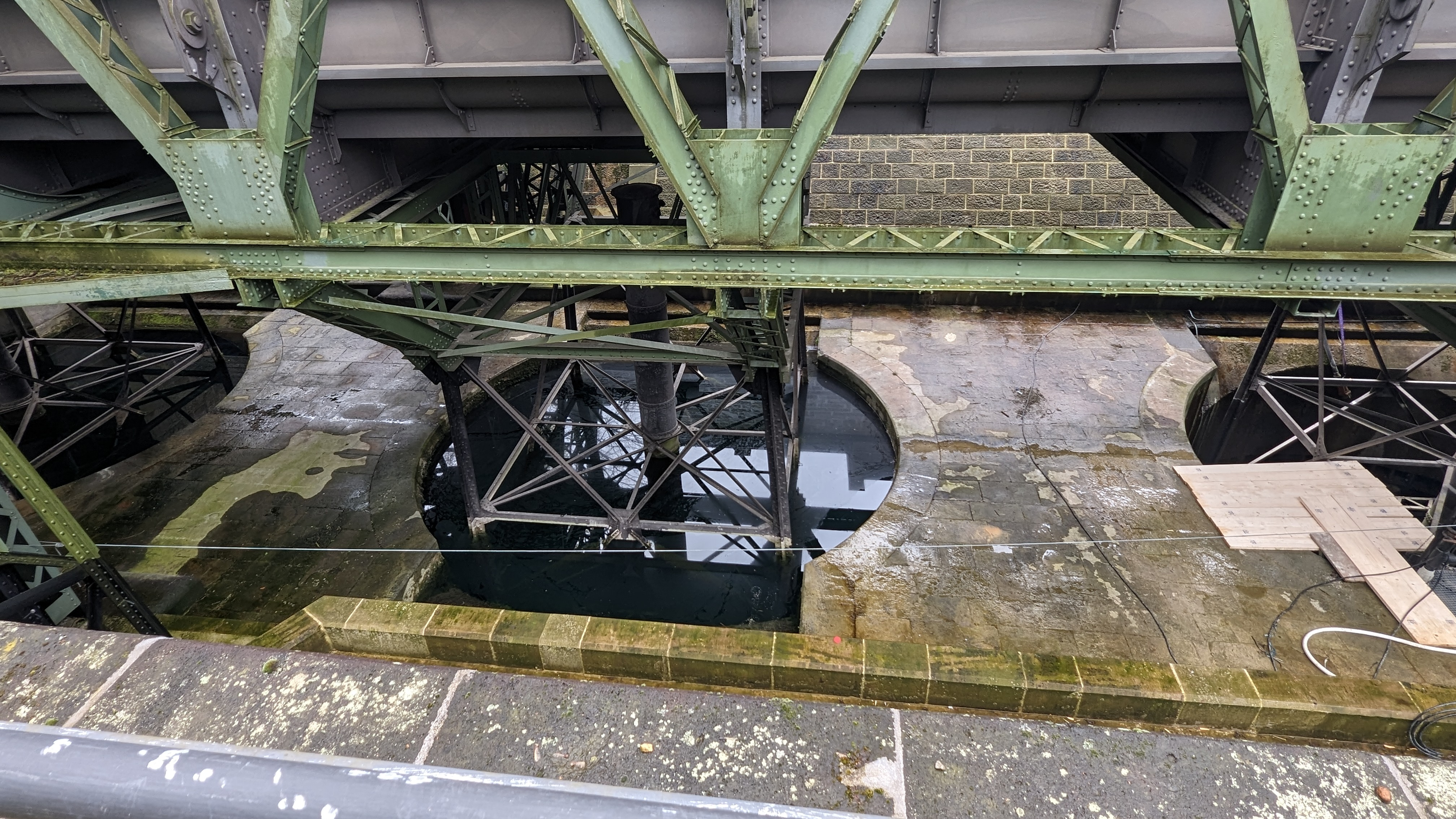
Blick auf die Trogkammer mit drei Schwimmern

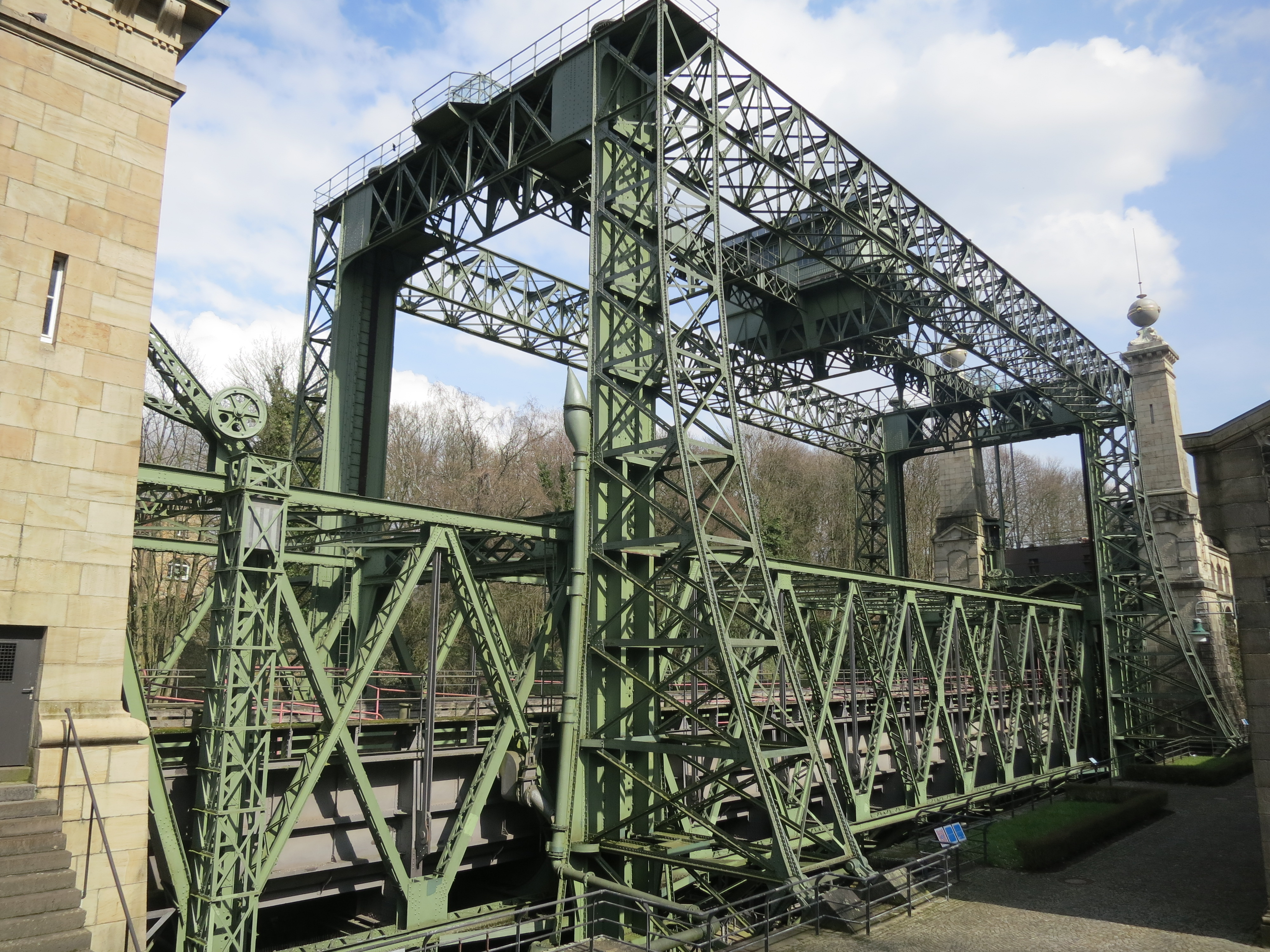
Hebewerksgerüst mit der Trogbrücke

Mit dem Bau des Schiffshebewerks Henrichenburg hatte man technisches Neuland beschritten und zu der Zeit das weltgrößte Senkrechthebewerk der Welt gebaut. Zentrales Anlagenteil ist ein allseits verschlossener Wasserkasten, genannt Trog, in den das zu bewegende Schiff einschwimmen kann. Dieser Trog hat in Henrichenburg eine Wassertiefe von 2,5 Meter und die Abmessungen 70 mal 8,8 Meter. Davon waren 68 m mal 8,5 m für Schiffe nutzbar, sodass genau das Bemessungsschiff darin Platz fand. Die geringe Steifigkeit des Trogs war verstärkt worden durch seitliche Fachwerkträger von 9,3 m Höhe, die eine Brücke als Tragwerk bildeten. Die gesamte Stahlkonstruktion hatte zusammen mit der Wasserfüllung eine Masse von 3.050 t. Die Bewegung dieser großen Masse über eine Höhendifferenz von 14 Metern bedeutete einen riesigen Kraftaufwand. Um diesen zu vermeiden, setzte man auf das Archimedische Prinzip und lagerte die Konstruktion auf insgesamt fünf mit Luft gefüllte Hohlzylinder. Die Schwimmkörper besitzen eine Höhe von etwa 13 Meter und einen Durchmesser von 8,3 m. Beim Eintauchen in die wassergefüllten, 33 m tiefen Brunnenschächte erzeugten die Schwimmer einen Auftrieb, der genauso groß wie das Gewicht des Trogs war. Dabei hat die Größe und das Gewicht des Schiffs keine Bedeutung, weil das Schiff im Trog so viel Wasser verdrängt wie es wiegt.
Ein rechteckiges Fachwerkgestell über der Gesamtkonstruktion führte den Trog während der Hebung zwischen den beiden Haltungen. Dabei lief der Trog frei durch die Luft und tauchte nirgendwo ins Wasser ein. Die leicht angeschrägten Trogenden glitten in der oberen und unteren Endlage auf einen entsprechend angepassten Keil, um formschlüssig mit Gummiwulsten die Dichtung an den beiden Enden der Haltungen herzustellen. Trog und Haltung waren jeweils durch ein Hubtor verschlossen, die zum Öffnen und Schließen miteinander verbunden wurden. Der Torantrieb erfolgte über Zahnstangen von der Turmbrücke aus, wo ein Motor von rund 70 kW installiert war. Nach Öffnung der Tore konnten die antriebslosen Schleppkähne über vier elektrisch angetriebene Spille (jeweils zwei an beiden Einfahrten links und rechts) in das Hebewerk gezogen werden. Der eigentliche Transport der Schleppkähne auf dem Kanalnetz erfolgte durch die Schlepper des Schleppmonopols.

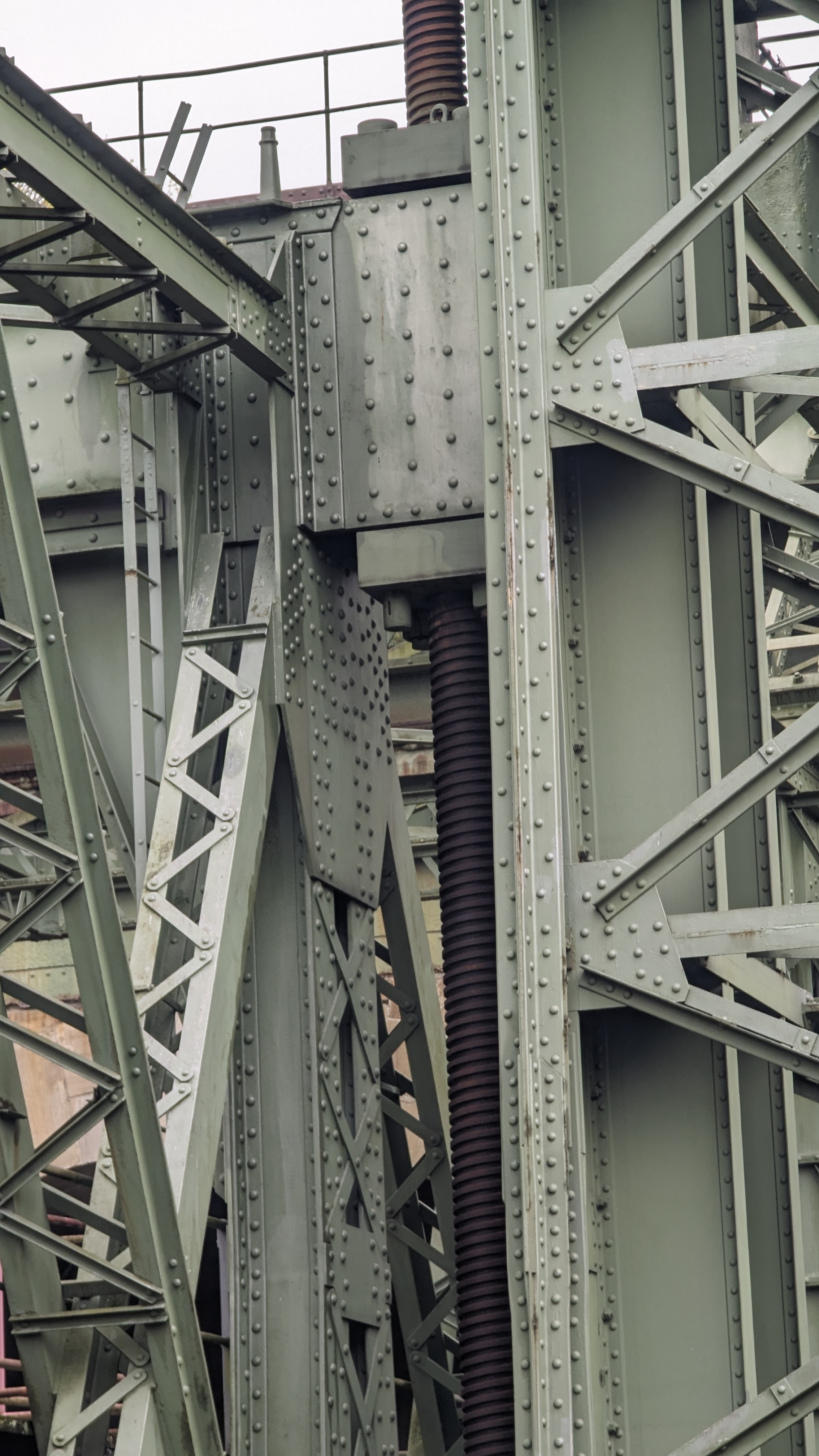
Gewindespindel in Gittermastturm

Während der Auf- und Abbewegung ist es von großer Wichtigkeit, dass der Trog jederzeit in der Waage bleibt und nicht verkantet. Dafür kam das Patent von Friedrich Jebens zur Anwendung, das zur sicheren Führung des Trogs vier senkrecht stehende Gewindespindeln vorsieht. Die drehbaren und in beidseitigen Bundlagern geführten Spindeln haben eine Länge von 24,8 m Länge und stehen in den vier Gittermasttürmen links und rechts vom Trog. Aus einem einzelnen Stahlblock geschmiedet weisen sie einen Außendurchmesser von 280 mm auf. Eine Längsbohrung von 110 mm Innendurchmesser diente zum Aufspüren eventueller Materialfehler und schützte mit Abdampf befüllt bei Frosttemperaturen vor dem Einfrieren. Die aus den Nischen der gemauerten Trogkammer emporragenden Gittermasten besitzen jeweils über die gesamte Höhe eine Gleitbahn, auf der sich die seitlichen Führungsplatten des Trogs abstützen, um die horizontalen Windkräfte aufzunehmen. An gleicher Stelle sind im Obergurt der seitlichen Fachwerkträger große Schraubenmuttern fest eingebaut, in denen sich die Spindeln drehten. Mit Drehung der vier Spindeln wurde der Trog in Bewegung gesetzt und konnte jederzeit und in jeder Lage gesichert angehalten werden.
Die vier Gittermasttürme sind oben durch Quer- und Längsträger verbunden und bilden die obere Bühne des Hebegerüsts. Dort befindet sich mittig der Steuerstand des Hebewerks und der zentrale Antriebsmotor, dessen lange Antriebswelle mittig über die gesamte Länge der Oberbühne verläuft. Winkelgetriebe an beiden Enden verzweigen in jeweils zwei Antriebswellen, die am Ende über Kegelzahnräder auf die Spindelköpfe wirken. Durch das Zusammenwirken aller Wellen und Getriebe war der gleichmäßige Antrieb der vier Spindeln und der zwängungsfreie Betrieb des Trogs gewährleistet. Der Motor diente nur zur Überwindung der inneren Widerstände des gesamten Getriebeapparats, um die Bewegung auszulösen bzw. zu beenden. Daher hatte der Antriebsmotor mit etwa 110 kW nur eine relativ geringe Leistung.
Für die eigentliche Bewegung des Trogs sorgte eine geringe Wasserlastdifferenz. Am Oberhaupt wurde der Trog kurz vor dem Erreichen des Oberwasserspiegels angehalten, sodass mit Öffnen der Tore etwas mehr Wasser in den Trog einlaufen konnte. Dieses Mehrgewicht gegenüber dem konstanten Auftrieb der Schwimmer sorgte für die Abwärtsbewegung. Am Unterhaupt wurde die Bewegung ebenfalls kurz vor dem Ende angehalten, damit beim Wasserspiegelausgleich etwas mehr Wasser aus dem Trog laufen konnte. Diese 'Erleichterung' sorgte für die nächste Bewegung der Schwimmer nach oben.   Dabei war keine besondere Führung der Schwimmer in den Schächten erforderlich, da alle Führungskräfte im Hebegerüst aufgefangen wurden. Der eigentliche Senk- oder Hebevorgang dauerte etwa 2,5 Minuten, einschließlich Ein- und Ausfahrt eines Kahns dauerte ein störungsfreier Vorgang rund 15 Minuten. Damit werden als Kreuzungsschleusung rund 45 Minuten benötigt. Das war deutlich schneller als mit den zur gleichen Zeit üblichen Schleusen. Zudem verbrauchte der Hubvorgang kaum Wasser aus der Dortmunder Haltung, deren gesamtes Wasser aus der unteren Haltung durch Pumpen nachgeführt werden musste.

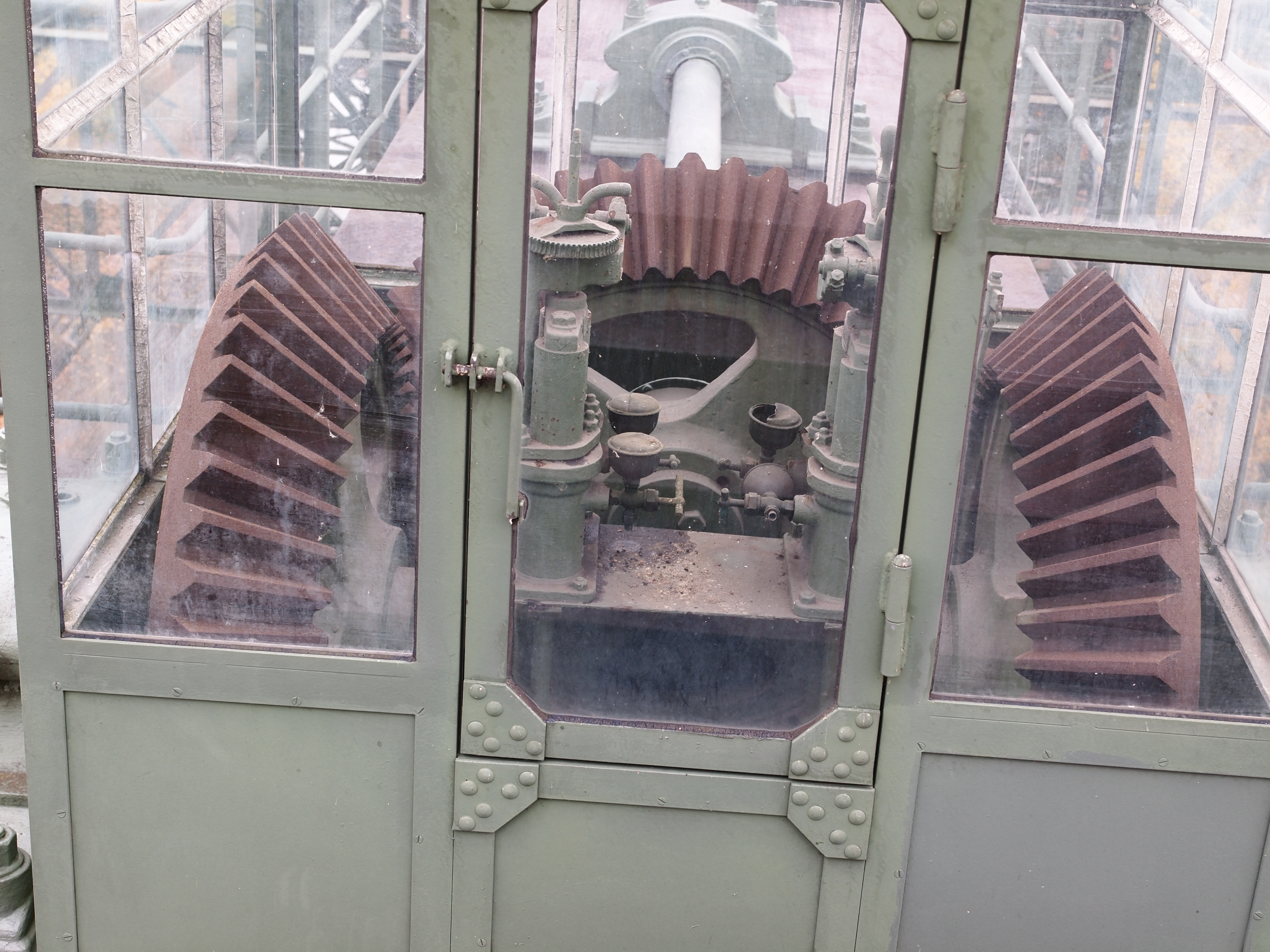
Verteilergetriebe
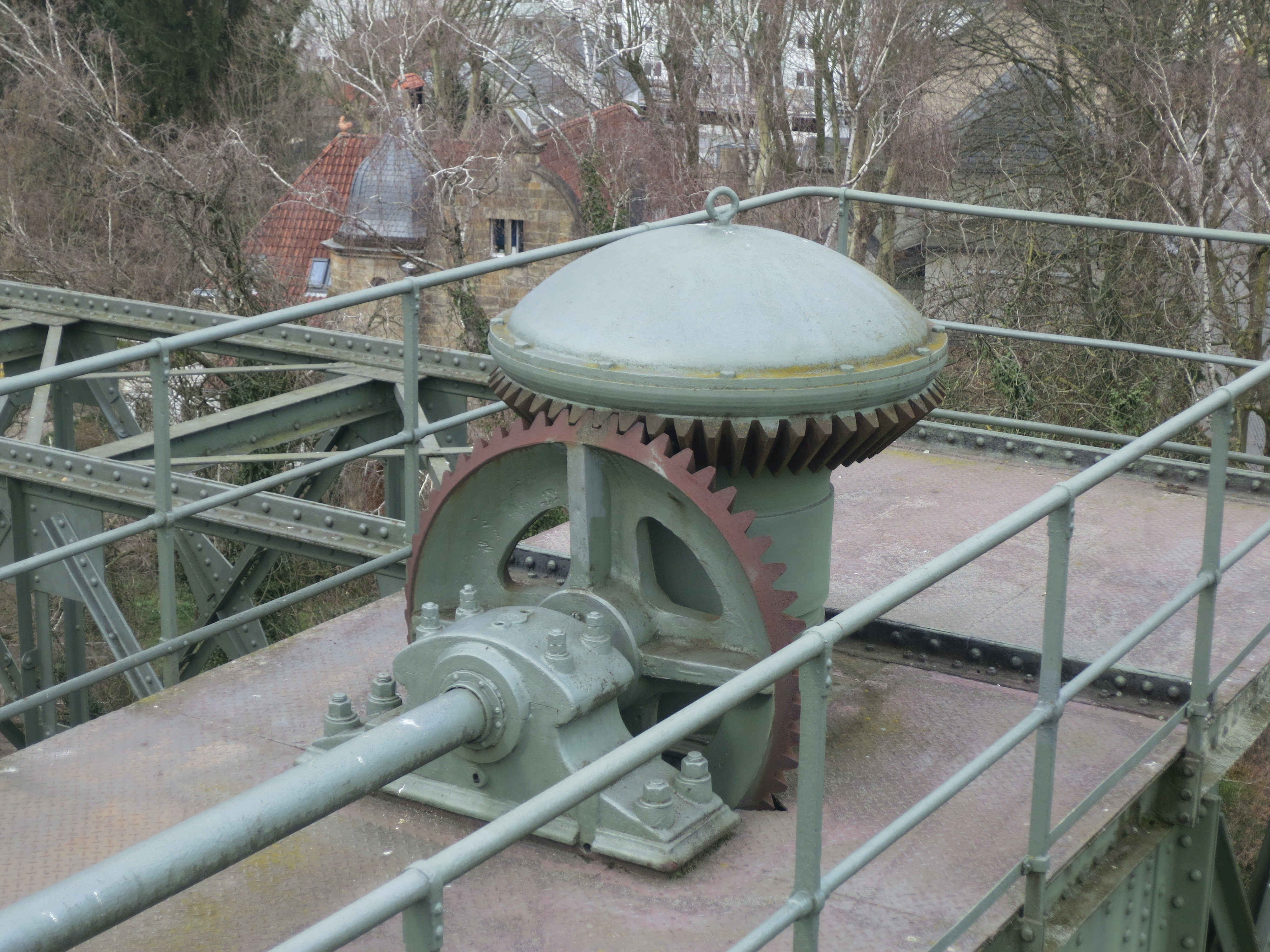
Kegelrad am Spindelkopf
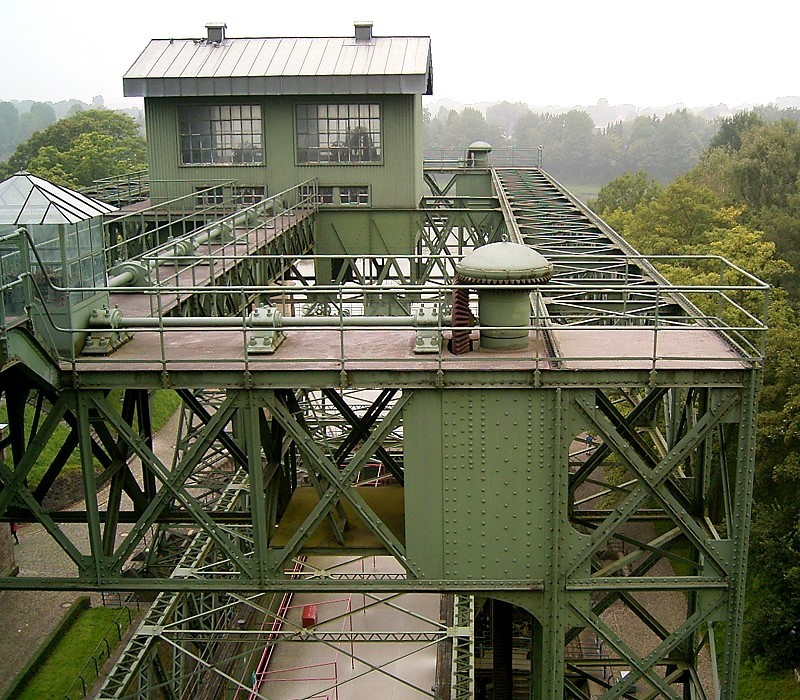
Obere Bühne mit Steuerhaus
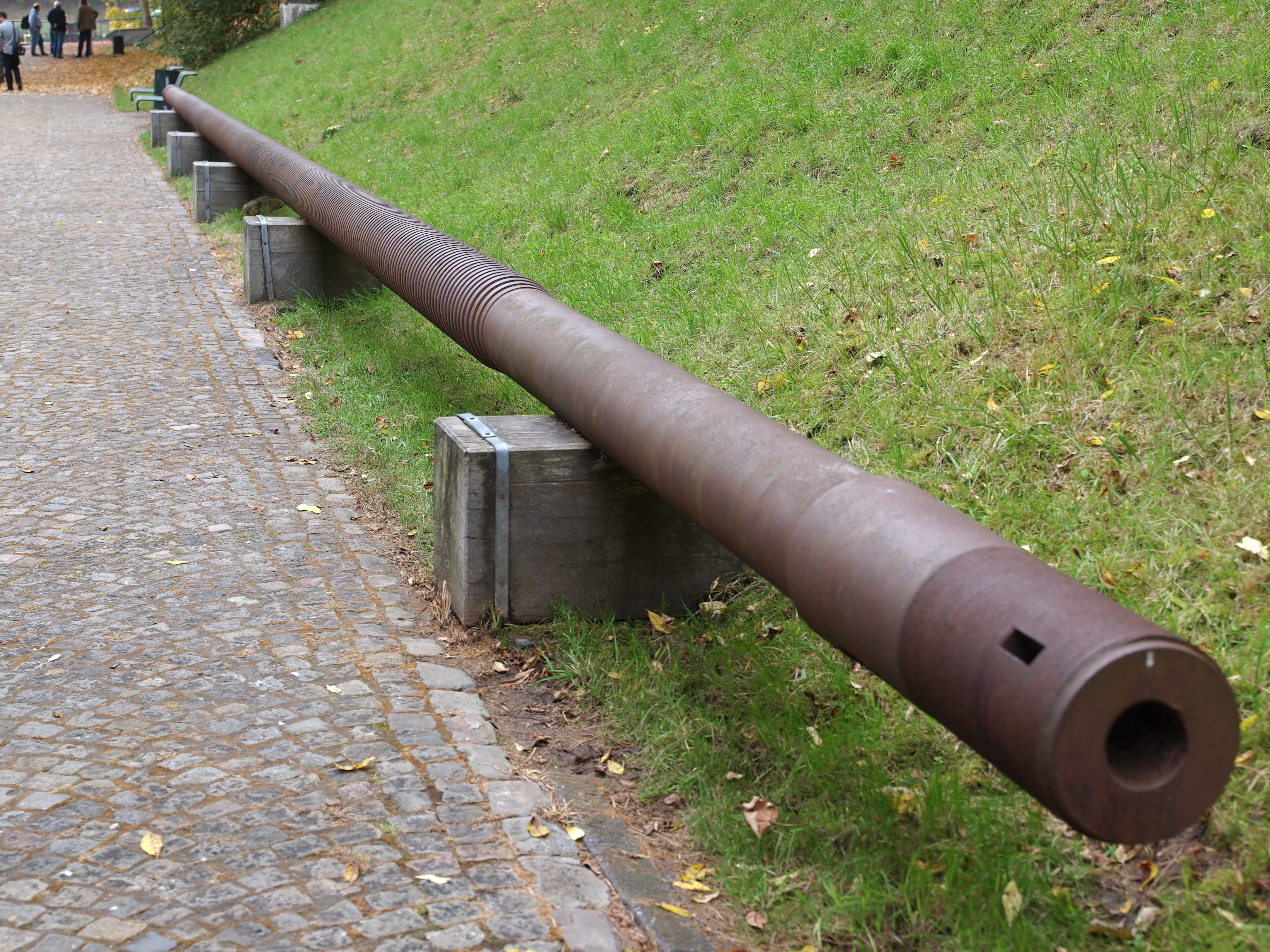
Reservespindel

## Energieversorgung

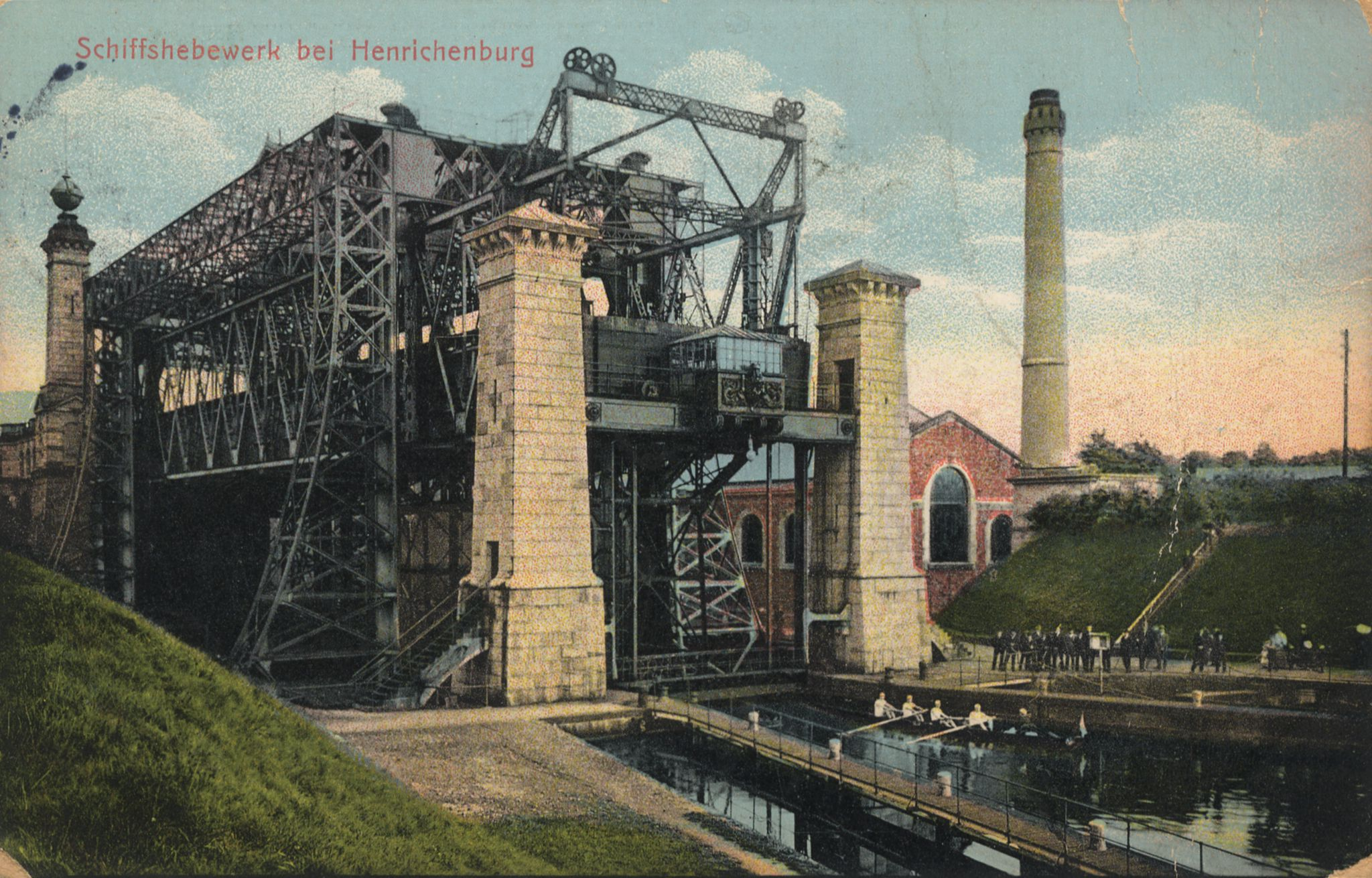
Hebewerk mit Kessel-/ Maschinenhaus und Schornstein

Die Entscheidung, den Betrieb des Hebewerks elektrisch vorzunehmen, erforderte wegen der seinerzeit fehlenden öffentlichen Stromversorgung ein eigenes Kraftwerk zur Stromerzeugung. Daher wurde direkt neben dem Hebewerk ein Kessel- und Maschinenhaus errichtet, dem eine kleine Werkstatt angegliedert war. In der Maschinenhalle standen zwei Dampfmaschinen mit 220 PS Leistung und trieben die gekoppelten Gleichstromgeneratoren für 230 Volt Spannung. Damit wurden versorgt:
- zwei Zentrifugalpumpen für den Wasserausgleich im Oberwasser
- der 110-kW-Hebewerksmotor
- die zwei 70-kW-Motoren der Torantriebe
- die vier Spills zum Ziehen der Schiffe
- die Entwässerungspumpe der gemauerten Kammer unter dem Trog
- die angebaute Werkstatt

Die großen Pumpen konnten 1914 entfernt werden, da diese Arbeit von den neuen und größeren Pumpen an der Schachtschleuse übernommen wurden. Der erforderliche Dampf kam aus dem daneben liegen Kesselraum mit drei Dampfkesseln, von denen einer als Reserve diente. Nach dem 1929 erfolgten Anschluss an das Stromnetz wurden die Kessel, der Schornstein und die Dampfdynamomaschinen ausgeräumt.

## Architektur

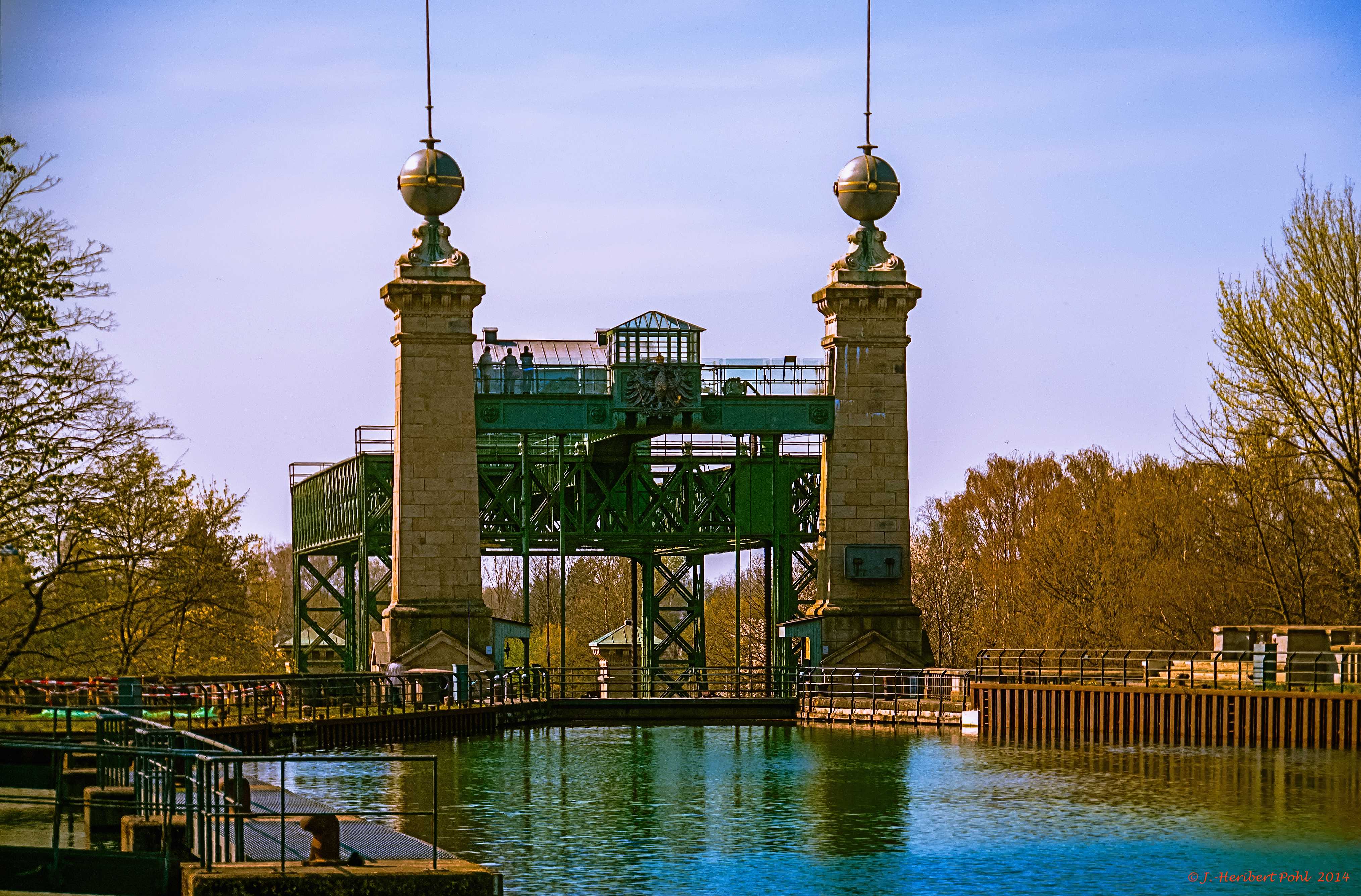
Steintürme am Oberhaupt

Das rein technische Hebegerüst des Stahl- und Maschinenbaus hatte zur besseren Außenwirkung eine Steinverkleidung der Türme an Ober- und Unterhaupt erhalten. In den Doppeltürmen liefen die Gegengewichte zur Bewegung der Torverschlüsse. Um den Führungskäfig der Gewichte verläuft in jedem Turm eine Wendeltreppe, um den Verbindungssteg der Türme sowie die obere Bühne mit dem Steuerstand zu erreichen.
Die Formgebung der vier Steintürme gehen zurück auf den Entwurf von Oberbaudirektor Karl Hinckeldeyn im Berliner Ministerium der öffentlichen Arbeiten. Sie zeigt mit neobarocken Formen die Traditionsverbundenheit und das Geltungsbewusstsein von Preußen. Auf der Frontseite des Oberhaupts ist das Wappen Preußens angebracht mit den Reichsinsignien Krone, Zepter und Reichsapfel. Die verschlungenen Buchstaben F[ridericus] und R[Rex] stehen für Friedrich I., den ersten König von Preußen. An den Seiten sind die Wappen der Provinzen von Westfalen und Hannover zu sehen, die der Dortmund-Ems-Kanal durchzieht. An der Torbrücke im Unterhaupt ist ein weiteres Kunstwappen angebracht, das ein zinnenbekröntes Frauengesicht zeigt. Mit der „Fortuna“ sollte der Fortschritt in Preußen symbolisiert werden, um dem weiteren Bauprojekt Mittellandkanal Erfolg zu bringen; einem weiteren Anliegen des deutschen Kaisers.

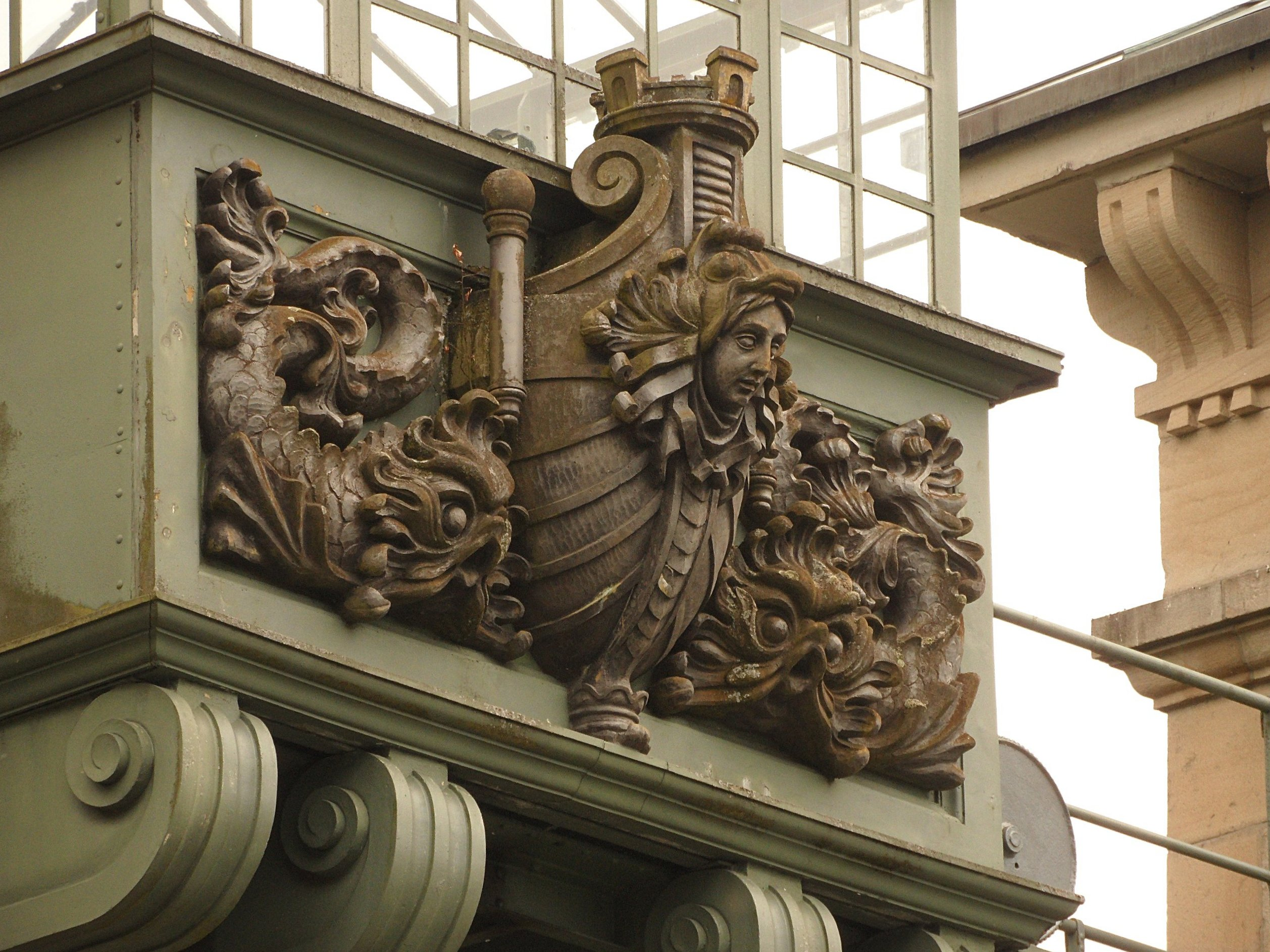
Fortuna am Unterhaupt
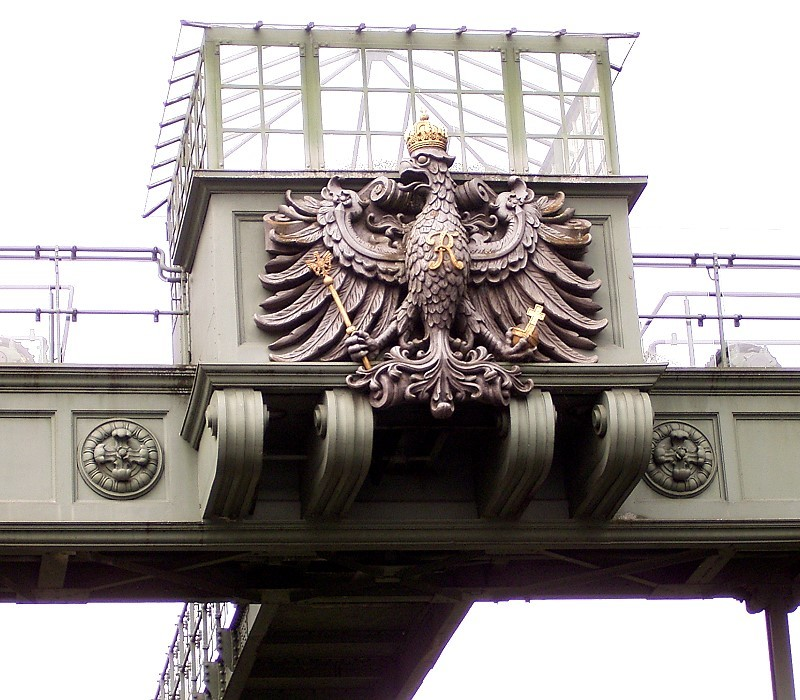
Preußenadler am Oberhaupt
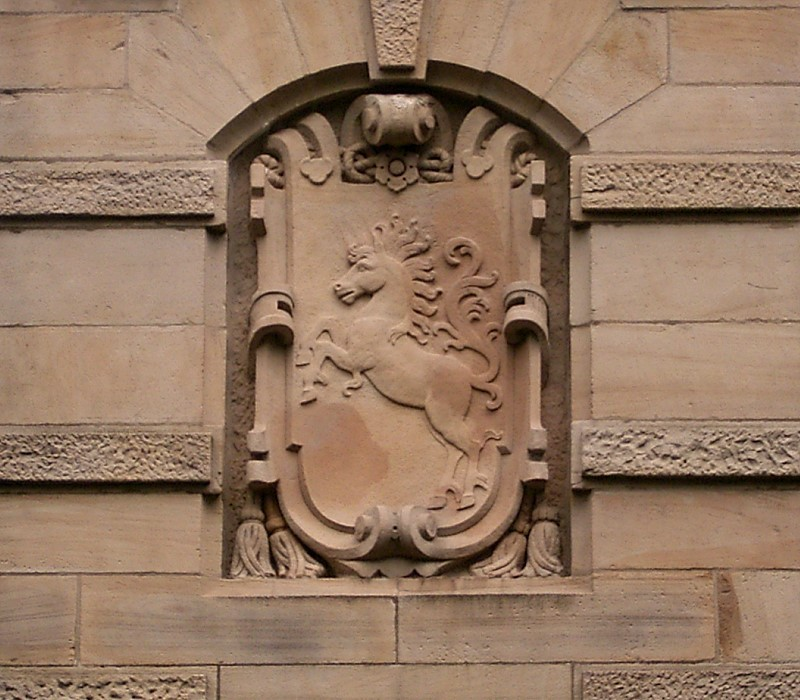
Wappen Provinz Hannover

## Das Hebewerk heute
Als Alternative und Reserve war 1914 dem Schiffshebewerk Henrichenburg die Alte Schachtschleuse zur Seite gestellt worden. Über zwei Weltkriege hinweg wurde damit der Betrieb an der Fallstufe Henrichenburg für die Schleppschifffahrt abgewickelt. Die für Europaschiffe zu kurze Trogkammer führte zum Neubau eines geeigneten Hebewerks, das ab 1962 zur Verfügung stand. Als Reserve war das alte Hebewerk noch bis 1969 in Betrieb und verfiel in der Folgezeit. Der drohende Rückbau konnte von einer Bürgerinitiative verhindert werden. Mit Übernahme des Hebewerks durch den Landschaftsverband Westfalen-Lippe wurde das Schiffshebewerk als Industriemuseum für die Nachwelt erhalten.

## Urheberschaft
Um die Frage, wer als technisch-konstruktiver Schöpfer des Hebewerks anzusehen ist, entbrannte schon 1899 eine vor allem in den Fachzeitschriften ausgetragene Kontroverse. Die staatliche Bauverwaltung benannte bei der Fertigstellung öffentlich (anscheinend auf einer bronzenen Inschrifttafel am Bauwerk selbst) lediglich drei Baubeamte: Geheimer Oberbaurat Adolf Dresel (als vortragender Rat im preußischen Ministerium der öffentlichen Arbeiten in Berlin) sowie Regierungs- und Baurat Alexander Hermann (1849–1918; Vorstand der staatlichen Kanalbauverwaltung in Münster) und Wasserbauinspektor Karl Offermann (vermutlich mit der örtlichen Bauleitung betraut). Auch wenn diese drei gegenüber dem preußischen Staat als Bauherrn eine hohe Verantwortung für den auf 2,5 Millionen Mark veranschlagten Bau trugen, übten sie erst in der Phase der Bauausführung Einfluss auf das Projekt aus.
Der Ingenieur Friedrich Jebens veröffentlichte im März 1890 in der Deutschen Bauzeitung einen zweiteiligen Aufsatz über ein Schwimmer-Hebewerk („schwimmende Schleuse“), bei dem das Gewicht des Trogs durch den Auftrieb eines Schwimmkörpers ausgeglichen wird. Auch das wegweisende Prinzip der gleichmäßigen und sicheren Führung des Trogs durch Schraubenspindeln geht auf ihn zurück, diese Idee wurde ihm 1892 patentiert (D.R.P. 80.531). Während die Idee des Schwimmer-Hebewerks von der preußischen Bauverwaltung aufgenommen wurde, hielt man die patentierte Trogführung dort zunächst für unnötig. Als das Ministerium der öffentlichen Arbeiten beschloss, für detaillierte Pläne und deren Bauausführung einen beschränkten Wettbewerb durchzuführen, wandte sich Jebens an das in Düsseldorf ansässige Stahlbau-Unternehmen Haniel & Lueg. Dort fand sein Patent Anerkennung und wurde in den zu entwickelnden Entwurf integriert, der am Ende den Wettbewerb für sich entschied. Jebens wurde aktiv in die Planung einbezogen; wie er selbst 1899 schilderte, wurde der Entwurf von ihm „auf dem Bureau von Haniel & Lueg in Düsseldorf ausgearbeitet“. Allerdings wird auch der damalige Leiter des Konstruktionsbüros (und später Vorstandsmitglied) von Haniel & Lueg, Oberingenieur Barthold Gerdau (1852–1917), im Zusammenhang mit Planung und Ausführung des Schiffshebewerks vielfach erwähnt. Begutachtet wurden die eingereichten Entwürfe auch durch die Preußische Akademie des Bauwesens, woran als deren Mitglied der Schiffbauingenieur Rudolph Haack beteiligt war. Das Centralblatt der Bauverwaltung gab dagegen in der Urheberfrage die „amtliche“ Perspektive auf das Projekt wieder, indem es darauf hinwies, dass der aus dem Wettbewerb hervorgegangene Entwurf von Haniel & Lueg noch keineswegs ausführungsreif gewesen, sondern durch die Angehörigen der staatlichen Bauverwaltung in vielen Aspekten weiterentwickelt worden sei. Dabei wurde auch angemerkt, dass bei den ausführenden Unternehmen (Haniel & Lueg, AG für Eisen-Industrie und Brückenbau vorm. Johann Caspar Harkort, Elektrizitäts-AG vormals W. Lahmeyer & Co.) wohl noch weitere Ingenieure nennenswerten Anteil am Gelingen des Projekts hätten und weitere entsprechende Inschriften möglich seien.
Zur architektonischen Gestaltung und bildhauerischen Ausschmückung des Hebewerks wurden in diesem Zusammenhang keine Urheber erwähnt. Für die Schiefe Brücke in Olfen und andere Brückenbauwerke des Kanals wird der Architekt und (wie Adolf Dresel im Ministerium der öffentlichen Arbeiten tätige) Baubeamte Karl Hinckeldeyn genannt; er dürfte auch an dem am meisten beachteten Bauwerk des Kanalprojekts mitgearbeitet haben.